# Humbert de Savoie (mort en 1443)
Pour les articles homonymes, voir Humbert de Savoie.
Humbert de Savoie dit le « Bâtard de Savoie » (Humbertus Bastardus de Sabaudia) ou encore le « Grand Bâtard de Savoie », né vers 1377 et mort dans son château de Chenaux (Estavayer) le 13 octobre 1443, est un seigneur, fils adultérin du comte Amédée VII de Savoie et ainsi demi-frère du futur comte, puis duc Amédée VIII de Savoie.

## Biographie

### Enfance et famille
Humbert est né dans les années 1370. Les historiens retiennent communément la « date convenue » de 1377,. Il est le fils d'un prince, le comte de Bresse et futur comte de Savoie, Amédée,,, âgé alors de 17 ans, fils d'Amédée VI. Il eut une relation adultérine à Bourg, lors d'un séjour en Bresse, avec Françoise Arnaud,,.
Il porte le prénom d'Humbert, nom du fondateur dynastique des Savoie (en allemand Leitname), Humbert aux Blanches Mains, et utilisé entre le milieu du XIVe siècle et le XVe siècle pour prénommer les grands bâtards comtaux. Avant lui, un Humbert (d.1374) bâtard du comte Aymon fut d'ailleurs seigneur, conseiller et bailli pour son père. L'historiographie observe qu'il s'agit du dernier enfant pour lequel s'applique cet usage.
Humbert est surnommé « le bâtard » dès 1378. On suppose que son premier surnom est « le bâtard de Bresse » dans la mesure où son père est comte des lieux avant son accession au trône comtal de Savoie en 1383. Toutefois, l'historien valaisan Adrien de Riedmatten observe que cette expression n'est utilisée que vers 1394-1395, soit après l'usage de l'appellation de « bâtard de Savoie », mentionnée en 1383.
Il est considéré comme plus âgé que son demi-frère le futur Amédée, né en 1383. Sa mère se marie par la suite à deux occasions avec des personnalités locales bressanes. Il a une sœur, appelée Jeanne (ou Jeannette), qui est elle aussi bâtarde d'Amédée de Savoie,. Elle est mariée avec un damoiseau bugiste, André de Glérens, en 1405. L'historien contemporain, Guido Castelnuovo, indique qu'Humbert semble être resté célibataire et qu'on ne lui connait pas de bâtards.
Fils du comte, il est élevé à la cour de Savoie, et, comme pour les autres bâtards, il occupera un rang élevé dans la cour du comte. Comme souvent pour les enfants illégitimes, il est destiné à une carrière chevaleresque. La relation entre Amédée de Savoie et Françoise Arnaud semble prendre fin avec l'arrivée en Savoie son épouse légitime, Bonne de Berry, qu'il a épousée en 1377. 
Son père le comte Amédée VII meurt accidentellement le 1er novembre 1391 à Ripaille. Son demi-frère hérite du titre et des droits en devenant le comte Amédée VIII de Savoie.

### Participations aux croisades
Du fait de cette origine illégitime, Humbert semble vouloir obtenir un certain prestige en partant chercher la gloire en Orient. En 1396, le roi Sigismond de Hongrie lance une croisade pour contrer la progression des Ottomans. Les princes de l'Occident chrétien réunissent une armée à laquelle le comté de Savoie participe par l'envoi de soixante-dix chevaliers savoisiens, dont Humbert,. La campagne se termine en septembre 1396 par le désastre de Nicopolis, (Nicopolis se trouve aujourd'hui en Bulgarie), où les croisés furent vaincus par le sultan Bayezid Ier.
Le chevalier Humbert, de même que le jeune Jean de Bourgogne, comte de Nevers, sont faits prisonniers,,. La Chronique du religieux de Saint-Denys indique « de ce nombre étaient un illustre comte hongrois et un bâtard du feu comte de Savoie ». Il reste enfermé durant six années. Son demi-frère s'engage à payer la rançon que le 20 juillet 1402, la bataille d'Ankara voit la victoire des chrétiens sur les troupes du sultan, qui sera d'ailleurs fait prisonnier. Il rentre en Savoie durant l'hiver 1402-1403.
À son retour, il prend pour devise Allah-hac, que les spécialistes traduisent par « Dieu est grand ».

### Seigneur en pays de Vaud

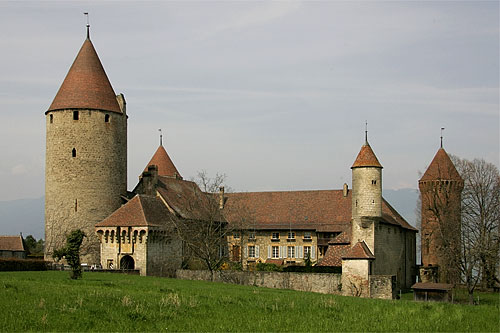
Château de Chenaux que le prince fait reconstruire et où il réside.

À son retour, en 1403, Humbert hérite de nombreuses châtellenies situées dans le Pays de Vaud,,, les seigneuries de Cudrefin, Grandcour et Bellerive. L'ensemble forme une véritable « marche du Nord »,,, espace stratégique dans la politique d'extension savoyarde. Au-delà des terres prévues dans le testament de son père et réglées par son demi-frère, était prévu également le versement d'un revenu très probablement supérieur à 1 500 florins par an. Il disposera aussi d'un Hôtel.
Son rang dans la famille princière et la confiance que lui voue son demi-frère et comte lui permettent de jouer un rôle majeur dans la politique internationale des Savoie, il devient ainsi un diplomate que l'on retrouve dans les cours européennes, d'Allemagne, en France ou encore dans les principautés italiennes,. Il est ainsi mentionné, en 1414, comme l'un des envoyés auprès de l'empereur Sigismond. Ce dernier érigera le comté de Savoie en duché, deux ans plus tard. Humbert est présent au concile de Constance convoqué par l'Empereur.
Il acquiert en 1421 Estavayer. L'année suivante, il confirme les droits des bourgeois. En 1432, il achète le Chenaux. Il le fait reconstruire afin d'en faire le centre de son pouvoir. Il le répare et agrandit en y ajoutant une défense avancée, la barbacane et la tour Jaquemart ainsi que les tours ouest et rouge édifiées par des maîtres « carronniers » piémontais (entre 1433 et 1443). Malgré l'établissement du centre de son pouvoir dans la ville et de la confirmation des droits, Humbert doit affronter certaines tensions avec la population.
En 1443 à son décès, la seigneurie de Chenaux sera rachetée par Jacques d'Estavayer. Lors des guerres de Bourgogne, le château de Chenaux sera entièrement incendié (aujourd'hui occupé par la Préfecture).
En 1439, Amédée VIII, dans son testament, récompense son demi-frère en érigeant la seigneurie et le mandement de Romont en comté obtenant les droits et dépendances associés. Humbert devient dès lors comte de Romont, « in patria Vuaudi ». En tant que membre de la famille princière, exclu de l'héritage comtal, il hérite d'un apanage, « des terres sises entre Lausanne et les « partes Alamagnie », en particulier d’Estavayer, de ses châteaux et de son couvent de dominicaines »,.
Peu avant sa mort, en 1443, il est bailli du Chablais.

### Mort et testament
Le 10 décembre 1440, le comte Humbert prépare son testament. Il prévoit trois éventualités pour le jour de son décès, trois lieux de repos pour lesquels il a déjà pris des dispositions en faisant créer une chapelle. Ainsi, trois situations sont envisagées, avec dans l'ordre :
- s'il meurt dans un bourg de ses possessions — Romont, Estavayer, Montagny ou toutes autres entre la cité de Lausanne et les « partes Alamagnie » — il souhaite reposer dans le monastère d'Estavayer de l'Ordre de Saint Dominique[23] ;
- s'il meurt sur la rive du Léman, entre Lausanne et Genève (exclue), en passant par Morges et Thonon, il souhaite être enterré dans la cathédrale de Lausanne, dans laquelle il a fait édifier une chapelle dédiée à la « bienheureuse Vierge Marie, de sainte Anne, sa mère, et de toute la cour céleste »[24] ;
- enfin, s'il meurt ailleurs entre la cité de Genève et les « partes Sabaudie, vel Breyssie seu Gebennesi », c'est-à-dire les terres de la maison ducale de Savoie, il voudrait reposer avec ses parents dans la nécropole des Savoie à Hautecombe, là où il a fait édifier une chapelle en 1421[25].

L'historien Guido Castelnuovo parle de ces « trois sépultures virtuelles » comme symbole de « trois niveaux de l’itinérance d’Humbert : princière, territoriale, seigneuriale ».
Sans enfant, son demi-frère ayant laissé le trône à son fils pour devenir antipape sous le nom de Félix V en 1439, Humbert lègue l'ensemble de ses biens à son neveu le duc Louis Ier.
Il meurt, le 13 octobre 1443, dans son château de Chenaux à Estavayer,. Il est alors inhumé dans l'église du monastère des dominicaines d'Estavayer, soit le chœur, soit la chapelle de la Sainte-Trinité. Dans l'abbaye d'Hautecombe, il avait toutefois fait édifier une statue funéraire.

## Titre et possessions

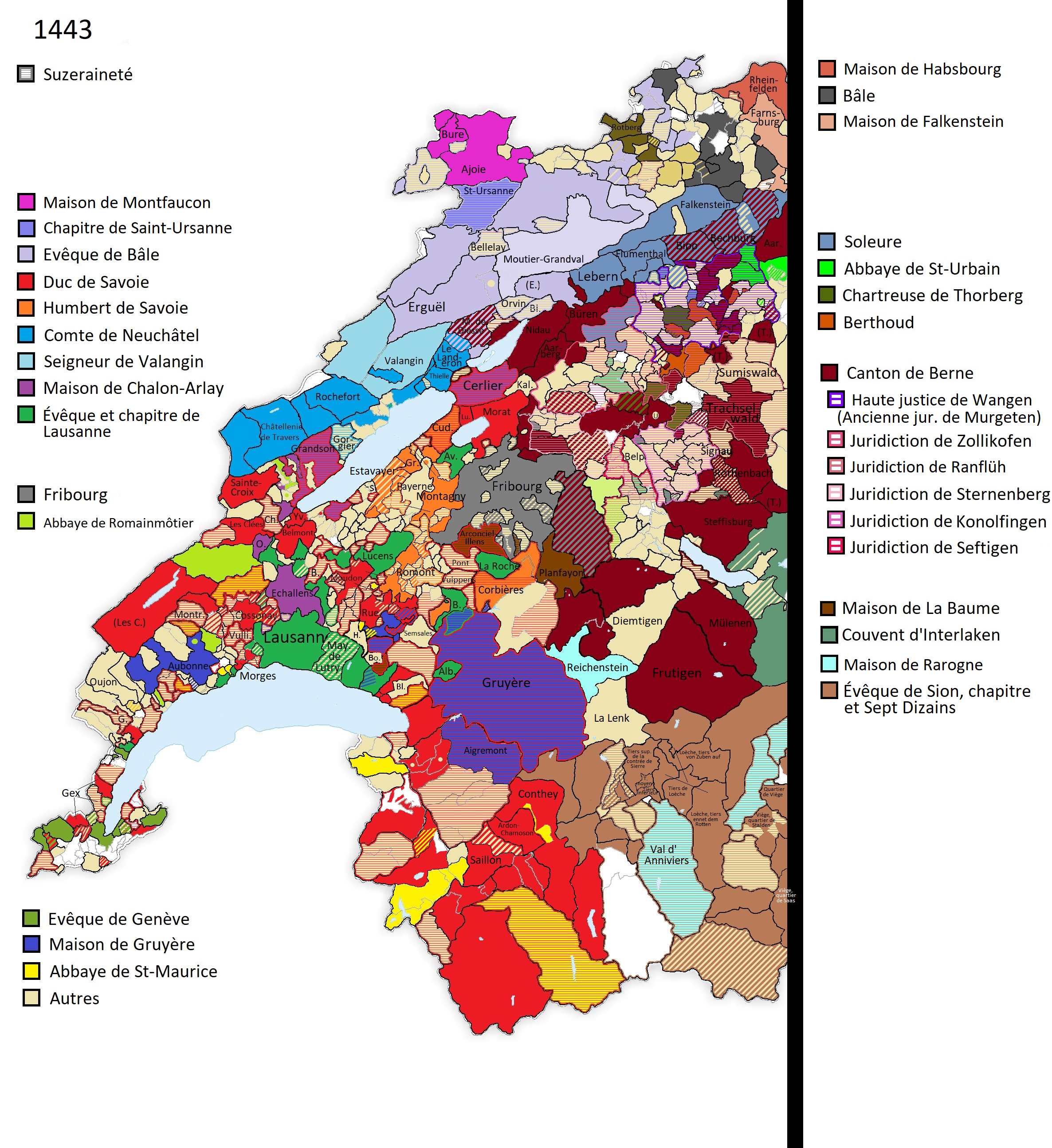
Carte des possessions d'Humbert de Savoie en 1443 (en orange).

À son retour d'Orient, en 1403, jusqu'en 1410, il reçoit du comte de Savoie les fiefs situés en partie romande : Cudrefin (parfois sous la graphie Condrefin), Cerlier (qu'il perd en 1406 au profit d'un autre proche du comte), Grandcour, mais aussi de Corbières, Montagny-les-Mont (aujourd'hui Montagny), coseigneur de La Molière,, (dominus Montagnaci, Corberiarum, Grandiscurie et Cudriffini).
Successivement, il obtient le titre de co-seigneurie d'Estavayer (1421), puis achète son château, Chenaux (1432),.
Le duc de Savoie, son demi-frère, le fait chevalier de l'Ordre du Collier en 1434,.
En 1439, son demi-frère, le comte Amédée VIII de Savoie le fait comte de Romont (comes Rotondimontis), obtenant ainsi les droits sur la seigneurie et le mandement.

## Héraldique

Armoiries d'Humbert :
De gueules à la croix d'argent chargée de cinq croissants d'azur, une cotice en barre brochant sur le tout.

Ses armes aux couleurs des Savoie, De gueule à la croix d'argent, sont chargés de cinq croissants d'azur, qui peuvent avoir été inspirés par son séjour en Orient. François Capré dans son Catalogue des chevaliers de l'Ordre du Collier de Savoie, dit de l'Annonciade (1654) considère que les croissants symbolisent « des belles actions qu’il fit en combattant par trois fois contre les Turcs ».
L'héraldiste américain, vivant en suisse, Donald Lindsay Galbreath (†1949) démontre cependant, dans un article intitulé « Note sur les armoiries d'Humbert bâtard de Savoie » (publié en 1946), que l'Armorial de Gelre — compilé entre 1370 environ et 1414 —, comprenait le blason d'Humbert avec la cotice et les cinq croissants d'azur, soit avant son départ pour la croisade. Ainsi ces armes, peuvent apparaître, pour l'historien valaisan Adrien de Riedmatten soit comme une « simple fantaisie du jeune » chevalier soit comme « un désir ardent d'en découdre avec les Turcs ».

## Hommage
En 1991, la ville d’Estavayer-le-Lac organisait sa première fête médiévale, pour reconstituer « le retour d’Humbert le bâtard de Savoie » des croisades en 1402. Tous les trois ans la ville reprend cette idée pour manifester cette épopée médiévale.

## Pour aller plus loin